# Cymothoe corsandra
Cymothoe corsandra är en fjärilsart som beskrevs av Druce 1874. Cymothoe corsandra ingår i släktet Cymothoe och familjen praktfjärilar. Inga underarter finns listade i Catalogue of Life.